# اورگرین، شهرستان ماراتون، ویسکانسین
اورگرین (به انگلیسی: Evergreen) یک منطقهٔ مسکونی در ایالات متحده آمریکا است که در شهرستان ماراتون، ویسکانسین واقع شده‌است. اورگرین ۹٫۹ کیلومتر مربع مساحت و ۳٬۶۱۱ نفر جمعیت دارد.